# Maculonaclia flamea
Maculonaclia flamea är en fjärilsart som beskrevs av Griveaud 1966. Maculonaclia flamea ingår i släktet Maculonaclia och familjen björnspinnare. Inga underarter finns listade i Catalogue of Life.